# Josep Comas i Solà
|  | «Josep Comas » redirigeix aquí. Vegeu-ne altres significats a «Josep Comas (desambiguació)». |

Josep Comas i Solà   (Barcelona, 17 de desembre de 1868 - Barcelona, 2 de desembre de 1937) fou un astrònom i divulgador científic català, impulsor de l'astronomia moderna a Catalunya.

## Biografia
Fill de Benvingut Comas i Andreu, comerciant natural de Figueres, i de Francesca Solà, natural de Castelló d'Empúries, de sempre va mostrar una gran predilecció pels estudis científics. Tenia 15 anys quan va estudiar un meteorit que va caure a prop de Tarragona, i publicà el resultat de la seua recerca en la revista francesa L'Astronomie. També de jove va realitzar alguns treballs sobre un eclipsi de Lluna i de la pluja de meteors dels Andromèdids del novembre de 1885. El 1886 començà els estudis de física i matemàtiques a la Universitat de Barcelona, fins a obtenir la llicenciatura; i tot just acabar la carrera va iniciar les seues investigacions astronòmiques.
El 1890 va començar les seues observacions de Mart amb un telescopi Bardou de 108 mm el resultat de les quals va ser la confecció d'un mapa d'aquest planeta, que va presentar a la Reial Acadèmia de Ciències i Arts de Barcelona. Amb aquest telescopi va estudiar també Júpiter i el Sol. Cal destacar que Comas es va oposar al corrent liderat per l'astrònom estatunidenc Percival Lowell que proposava l'existència de canals que travessaven la superfície del planeta.

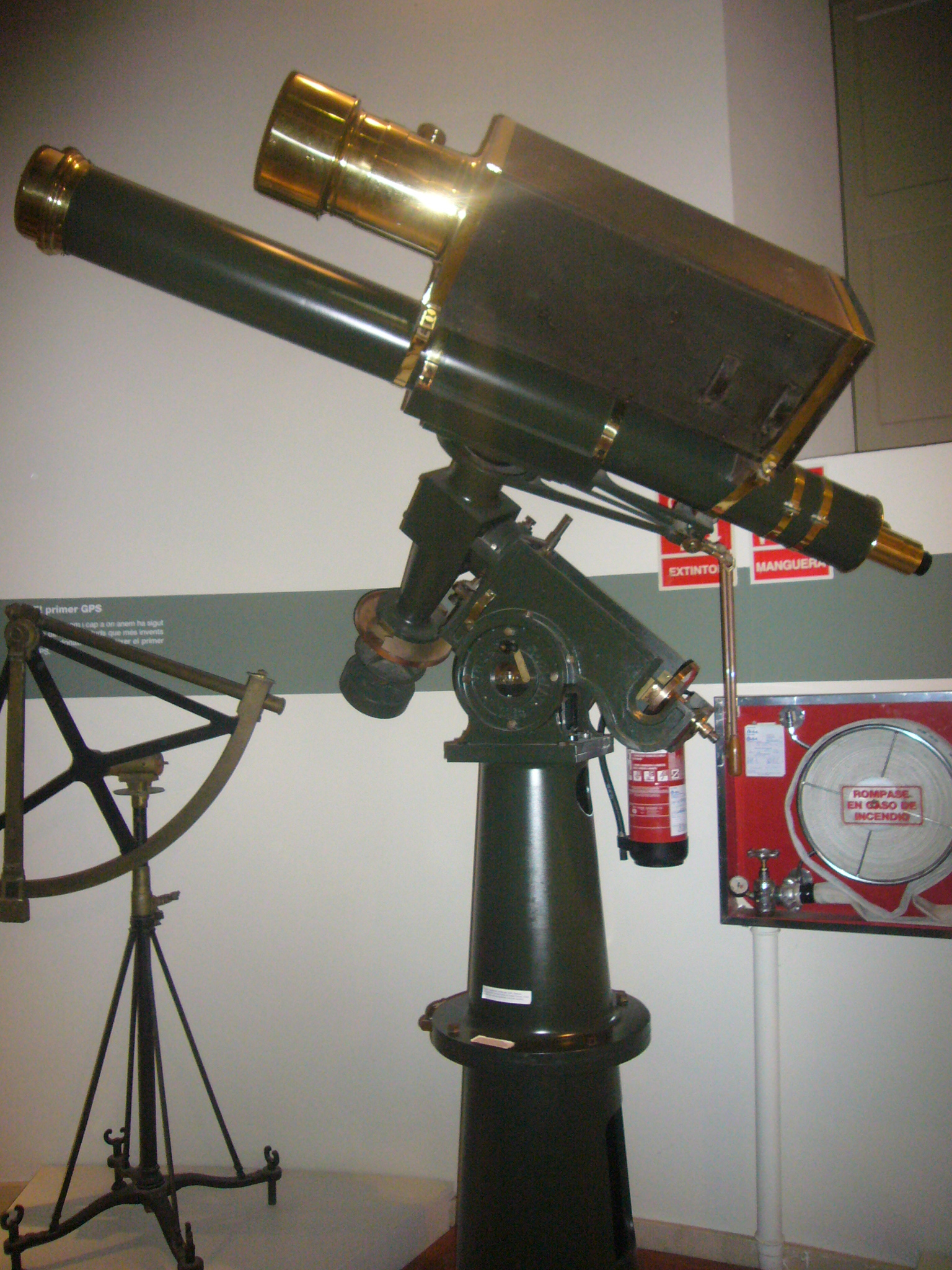
Telescopi equatorial Grubb amb càmera fotogràfica Petzval, usat per Comas per descobrir 11 asteroides i 2 cometes. Exposat a l'Observatori Fabra

Una vegada acabada la carrera, començà a preparar el doctorat i treballar com a professor substitut a la Facultat de Ciències, però va abandonar la carrera a la universitat per una feina que se li va oferir el 1897: astrònom de l'Observatori Català de Sant Feliu de Guíxols. Aquest observatori havia estat construït per l'industrial i astrònom aficionat Rafael Patxot i Comas i Solà hi trobà unes instal·lacions de qualitat on començà a realitzar observacions interessants. Comas i Solà hi treballà des de 1895 a 1897, realitzant un viatge d'estudi a Itàlia i a Sicília dos anys més tard, on visità els principals observatoris i els volcans Vesuvi i Etna. El 27 de novembre de 1897 es casa amb Teresa Patxot Jubert a Barcelona germana de Rafael Patxot.

### Eclipsis de Sol de 1900 i 1905
La Reial Acadèmia de Ciències i Arts de Barcelona li va encarregar l'organització d'una missió a Elx per estudiar l'eclipsi de Sol del 28 de maig de 1900. Va ser un impulsor de la fotografia i el cinema aplicades a l'astronomia. Aprofitant l'eclipsi de Sol de 1905, una missió de l'Observatori Fabra es va desplaçar fins a Vinaròs (Baix Maestrat) per a observar el fenomen. Comas es va servir d'un cinematògraf Gaumont i adaptant-li un prisma de l'espectrògraf, va registrar en cine, per primera vegada al món, l'espectre de la cromosfera solar.
Va determinar el diàmetre de Mercuri observant el seu trànsit per davant del Sol de 1907 i 1909.

### Observació de Júpiter i Saturn
A principis del segle xx, va centrar la seua atenció en el planeta Júpiter, les seues nombroses observacions planetàries li van permetre descobrir la interacció entre la Banda Temperada Sud (STB) i la Gran Taca Vermella de Júpiter. Observant els seus satèl·lits, va arribar a resoldre els seus discos i detectar detalls d'albedo en aquests, detectant el casquet polar de Ganimedes,
Respecte a Saturn, les observacions d'aquest planeta van ser continuades per Comas i Solà des de 1890 fins a 1937. Entre els resultats més importants podem citar la seua teoria de les variacions lluminoses de l'anell en funció de la diferència d'azimuts, amb relació al seu pla, del Sol i de la Terra; el descobriment del període de rotació de la taca blanca de Barnard (1902) i la rotació diferencial (l'equador gira més de pressa que el pol) de l'atmosfera de Saturn (1903).

### L'atmosfera de Tità
Menció a banda són les observacions el 1908 de Tità, que van demostrar l'existència d'atmosfera en aquest satèl·lit. Comas i Solà va poder observar una propietat de les atmosferes planetàries denominada enfosquiment dels llimbs. La llum difusa i reflectida pels llimbs travessa un camí més llarg a través de l'atmosfera, sent així més atenuada que la radiació difosa per la resta del disc. L'efecte de d'enfosquiment de Tità i, per tant, l'existència d'una atmosfera en el major satèl·lit de Saturn, només va poder ser confirmat el 1944 per Kuiper, el qual ho va corroborar espectroscòpicament. Aquests treballs van ser publicats en la prestigiosa revista Astronomische Nachrichten el 1908 (179 (4290), p. 289-290)
Comas va observar i va fotografiar amb regularitat el retorn del cometa de Halley l'any 1910, estudiant la seua activitat, canvis de la seua estructura de les cues i erupcions gasoses. Després d'analitzar les adreces i el radiant dels meteors de la pluja del 9 d'octubre de 1915, va deduir que estos procedien del cometa Giacobini-Zinner, rebent la pluja el nom de Giacobínides.

### Els asteroides
També va destacar pels seus estudis dels asteroides, ideant un procediment fotogràfic per a reconèixer-los, descobrint-ne així onze, el primer el 1920, que són: (804) Hispania, (925) Alphonsina en honor d'Alfons el Savi, (945) Barcelona asteroide peculiar per la seua gran inclinació del pla de l'òrbita, (986) Amèlia dedicat a la seua segona esposa, Amèlia Sala, (1102) Pepita, (1117) Reginita, (1136) Mercedes, (1188) Gothlandia, (1626) Sadeya, (1655) Comas Solá i (1708) Polit.
També va desenvolupar un nou mètode pel càlcul de les òrbites d'estos astres. Va poder aportar els element orbitals (que determinen amb exactitud l'òrbita de l'asteroide) per a 8 dels astres. Els altres 3 no van poder ser redescoberts fins més tard, 1927AA va ser observat el 1960 per l'observatori de Cincinnati i anomenat posteriorment Sadeya, quedant dos sense nom (A1929SHA i 1929WG) al morir Comas abans que pogueren ser retrobats.
Comas va retrobar (193) Ambrosia (del que no es tenien notícies des del seu descobriment, 37 anys abans) i (629) Sernardina i va aportar moltes mesures que van permetre determinar amb exactitud les òrbites d'altres asteroides.

### Cometa periòdic 32P/Comas Solá
Se li deuen igualment estudis sobre els cometes, descobrint el 1925 quasi simultàniament amb l'astrònom Schain, el denominat Schain-Comas Solá (C/1925 F), d'òrbita hiperbòlica, que passà pel periheli el 6 de setembre de 1925.
El 4 de novembre de 1926 Comas va trobar un cometa periòdic i que amb una òrbita el·líptica s'acosta a la Terra cada 8,83 anys. Anomenat inicialment 1927f (el sisè cometa trobat aquell any) va rebre el nom del seu descobridor una vegada confirmada la seua òrbita: 32P/Comas Solá.

### Astrometria i estrelles variables i dobles
En la vessant fotogràfica, Comas va preparar un atles de 43 fotografies de gran camp titulat Atlas Fotográfico de la Zona Eclíptica, considerat el primer atles fotogràfic d'esta zona del cel; també va practicar la fotografia estereoscòpica desenvolupant tècniques que li permeteren obtenir mesures astromètriques de gran precisió i descobrir un parell d'estrelles variables, entre les quals cal destacar una variable cefeida a la constel·lació de Libra (TV Librae) i una altra a Orió. Va realitzar mesures micromètriques d'unes 200 estrelles dobles.
En el camp de la sismologia se li deu una estadística sismològica completa, resultat de les seues observacions efectuades en l'Observatori Fabra i en una estació sismològica pròpia des de 1913, així com una porció d'estudis i treballs, entre els quals fem menció del Cálculo de la profundidad hipocentral de los terremotos, procediment ideat per ell per a determinar esta profunditat valenta simplement de les dades d'un sol sismograma i eliminant així, les inevitables discrepàncies horàries que tant influïxen en els mètodes de l'hodògrafa.

## El seu paper en la societat
Va ser director de l'Observatori Fabra des de la seua creació l'any 1904. Va fundar el 1911 la Sociedad Astronómica de España, posteriorment anomenada Sociedad Astronómica de España y América (SADEYA), de la que va ser nomenat president, càrrec que va ocupar fins a la seva defunció. Aquesta societat es va crear en clar antagonisme amb Salvador Raurich i Eduard Fontserè, els quals havien creat un any abans (1910) la Societat Astronòmica de Barcelona, coincidint amb el pas del Cometa de Halley. Els dos científics van portar així la seua rivalitat científica i personal al pla associatiu, però val a dir que si més no este fet va permetre l'extensió i la divulgació de l'astronomia a molta gent. També va ser director del Servei d'Astronomia de la Generalitat durant la Segona República Espanyola i membre d'honor de nombroses societats astronòmiques de l'àrea d'Europa.
Moltíssimes de les seues observacions van ser efectuades des del seu propi observatori de Vil·la Urània. Al morir el 2 de desembre de 1937 a causa d'una broncopneumònia, va llegar sa casa Vil·la Urània i terrenys i els seus valuosos aparells astronòmics a la ciutat de Barcelona. Per la seua popularitat, el seu enterrament va ser un dels més multitudinaris vistos mai a Barcelona. Però potser seran les incomptables visites guiades al Fabra i a l'observatori de Vil·la Urània el que més van fer per difondre i acostar l'astronomia entre els barcelonins.
També forma part del llegat Comas i Solà la col·lecció completa dels articles de Comas i Solà publicats per l'Acadèmia de Ciències i Arts de Barcelona i donada per Francisco Almor a Aster, Agrupació Astronòmica de Barcelona.

## El seu paper divulgador
Comas i Solà, va tenir una important faceta de periodista i divulgador científic deixant un enorme cabal de literatura científica i treballs de divulgació astronòmica. El 1896 comença a escriure una columna quinzenal d'astronomia al diari La Vanguardia, activitat que no es va interrompre fins a la seua mort el 1937.
Entre els seus treballs de divulgació destaquen la seua obra Astronomia (1935) i se citen sovint les seues obres: El cielo, El Cometa de Halley, El espiritismo ante la ciencia (una mirada escèptica a la florent moda espiritista de principis de segle), Teoria elemental de sustentación de los aeroplanos, Ensayos de Filosofia Científica, Estadística sismológica de Cataluña i Geografía sismológica de Cataluña mostrant els diferents camps científics que interessaven a Comas i Solà. També va publicar més de 600 articles en el diari La Vanguardia.
En memòria de la seua aportació a l'astronomia el selenògraf anglès H. P. Wilkins va donar el seu nom a un cràter de 65 km de diàmetre que està situat al sud de Serralada Montes i a l'oest del cràter Lagrange; al sud-oest de la cara visible de la Lluna, molt proper al limbe del nostre satèl·lit. El 1973 la Unió Astronòmica Internacional (UAI), organisme responsable entre altres coses de donar els noms a oficials a astres i als seus detalls geogràfics, va reformar el nomenclàtor de la Lluna perdent Comas Solà el seu cràter per a guanyar-ne un a Mart. El cràter Comas Solà de Mart és un cràter de 132 km de diàmetre, situat a 15° S i 165° W.

## Llibres
- J. Comas i Solà: Astronomía y Ciencia General (1907)
- J. Comas i Solà: El cielo. Novísima astronomía ilustrada (1929, Casa Editorial Seguí). Ha estat durant molts anys una referència permanent pels aficionats a aquesta ciència.
- J. Comas i Solà: Astronomía (1952, Editorial Labor, S.A., ISBN 84-335-5201-5)
- J. Comas i Solà: Astronomía (1970, Editorial Ramón Sopena, S.A., ISBN 84-303-0169-0)
- J. Comas i Solà: Astronomía, tom 1 (Espasa-Calpe, S.A., ISBN 84-239-6722-0)
- J. Comas i Solà: Astronomía, tom 2 (Espasa-Calpe, S.A., ISBN 84-239-6723-9)
- J. Comas i Solà: El espiritismo ante la ciencia: estudio crítico sobre la mediumnidad (1986, Alta Fulla Editorial, ISBN 84-86556-10-4)